# تيري ميلز
تيري ميلز (بالإنجليزية: Terry Mills)‏ هو سياسي أسترالي، ولد في 22 ديسمبر 1957 في جيرالدتون في أستراليا. حزبياً، نشط في حزب الدولة الليبرالي ‏ ( – 7 أغسطس 2016). وقد انتخب عضو الجمعية التشريعية للإقليم الشمالي ‏ عن دائرة Electoral division of Blain ‏ وقد انضم خلال فترته النيابية (27 أغسطس 2016 – )  للكتلة البرلمانية المقاعد المعترضة ‏ وانتخب عضو الجمعية التشريعية للإقليم الشمالي ‏ عن دائرة Electoral division of Blain ‏ وقد انضم خلال فترته النيابية (31 يوليو 1999 – 20 فبراير 2014)  للكتلة البرلمانية حزب الدولة الليبرالي ‏ وانتخب Chief Minister of the Northern Territory ‏ (29 أغسطس 2012 – 13 مارس 2013).